# Songbird (koń wyścigowy)

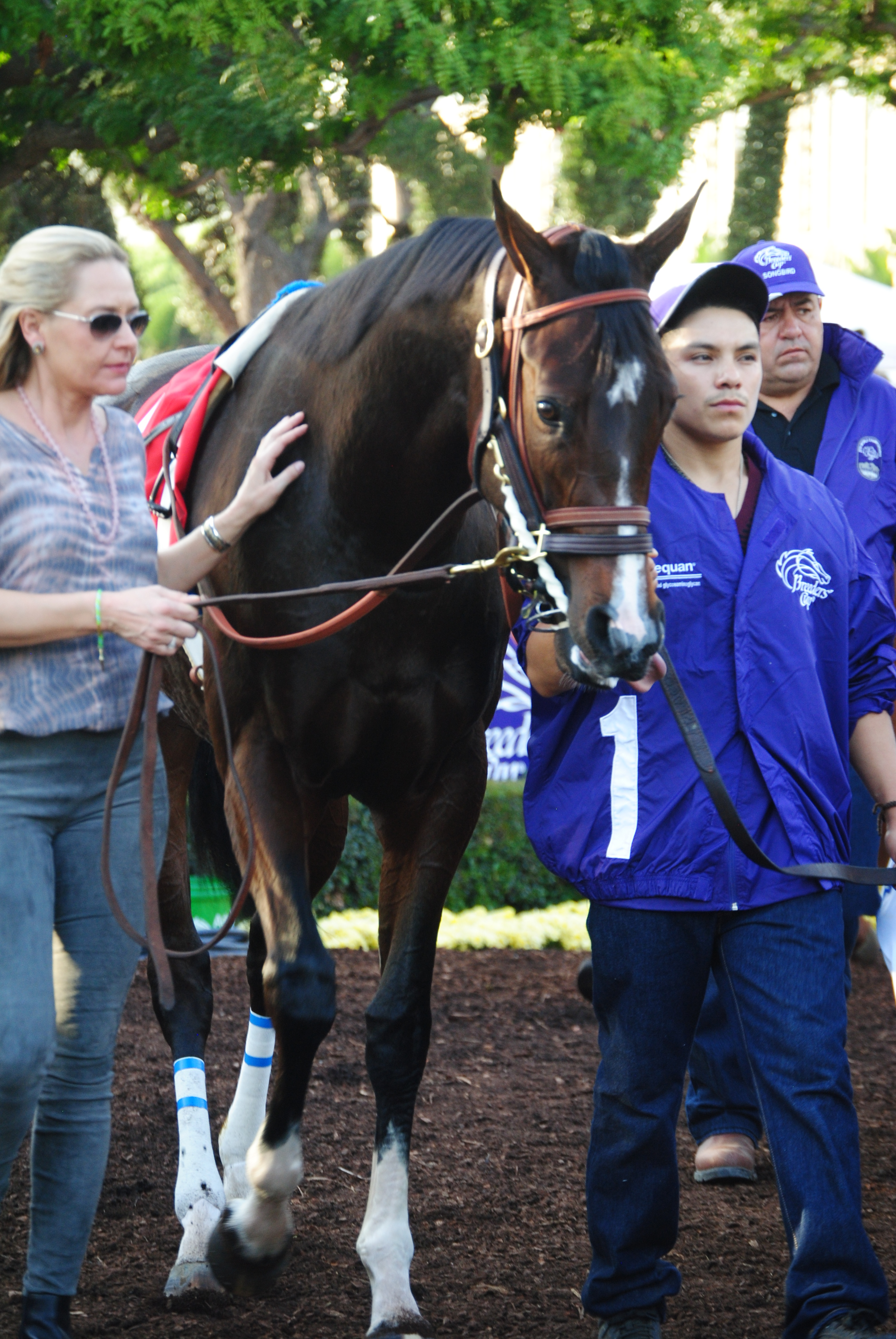
Songbird przed Breeders' Cup Distaff 2016.

Songbird (ur. 30 kwietnia 2013) – emerytowana amerykańska klacz wyścigowa pełnej krwi angielskiej. Córka Medaglia d'Oro i Ivanavinalot. Trenował ją Jerry Hollendorfer, a dosiadał Mike Smith.

## Życiorys
Urodziła się w Kentucky. Wyhodował ją John Antonelli. Jako roczniak została kupiona na aukcji za 400 tysięcy dolarów przez Fox Hill Farms. Została nazwana na cześć nieżyjącej już piosenkarki Evy Cassidy. Ludzie pracujący z klaczą uważali ją za spokojnego i łagodnego konia.

### Sezon 2015
Songbird rozpoczęła karierę od wygrania Maiden Special Weight o 6 1⁄2 długości. Nieco ponad miesiąc później wygrała Del Mar Debutante Stakes o 5 1⁄4 długości. Trzy tygodnie później z przewagą 4 1⁄2 długości wygrała Chandelier Stakes. Sezon zakończyła jako niepokonana, wygrywając Breeders' Cup Juvenile Fillies z przewagą 5 3⁄4 długości. Dzięki swoim osiągnięciom zdobyła Nagrodę Eclipse dla najlepszej dwuletniej klaczy roku 2015.

### Sezon 2016
6 lutego 2016 roku wygrała Las Virgenes Stakes z przewagą 6 1⁄2 długości. Miesiąc później wygrała Santa Ysabel Stakes o 3 3⁄4 długości. 9 kwietnia z taką samą przewagą wygrała Santa Anita Oaks na błotnistym torze. Ludzie chcieli, by pobiegła z ogierami w Kentucky Derby, jednak jej właściciel nie chciał się na to zgodzić. 8 lat wcześniej inna jego klacz, Eight Belles, uległa śmiertelnej kontuzji po tym wyścigu, jednak właściciel tłumaczył, że ta tragedia nie ma wpływu na jego decyzję; uznał, że Songbird jest za młoda i nie jest gotowa na starcie z ogierami, zwłaszcza w tak ciężkiej gonitwie. Zamiast tego miała pobiec w Kentucky Oaks, jednak na kilka dni przed dostała gorączki i została wycofana z wyścigu. Wróciła na tor 18 czerwca, wygrywając Summertime Oaks o 6 1⁄2 długości. Następnie pojechała na tor Saratoga, nazywany "Cmentarzem Czempionów". Tam klacz z łatwością wygrała Coaching Club American Oaks i Alabama Stakes. Następnie z przewagą 5 3⁄4 długości wygrała Cotillion Stakes na torze Parx Racing. Po tej gonitwie była niepokonana na 11 startów. Utraciła tytuł niepokonanej 4 listopada, kiedy po niezwykle zaciętej walce przegrała o nos w Breeders' Cup Distaff ze starszą i bardziej doświadczoną klaczą Beholder. Za jej niezwykłe osiągnięcia z 2016 roku była jedną z nominowanych do tytułu Konia Roku 2016, jednak ostatecznie nagrodę zgarnął California Chrome. Udało jej się jednak zdobyć tytuł najlepszej trzyletniej klaczy.

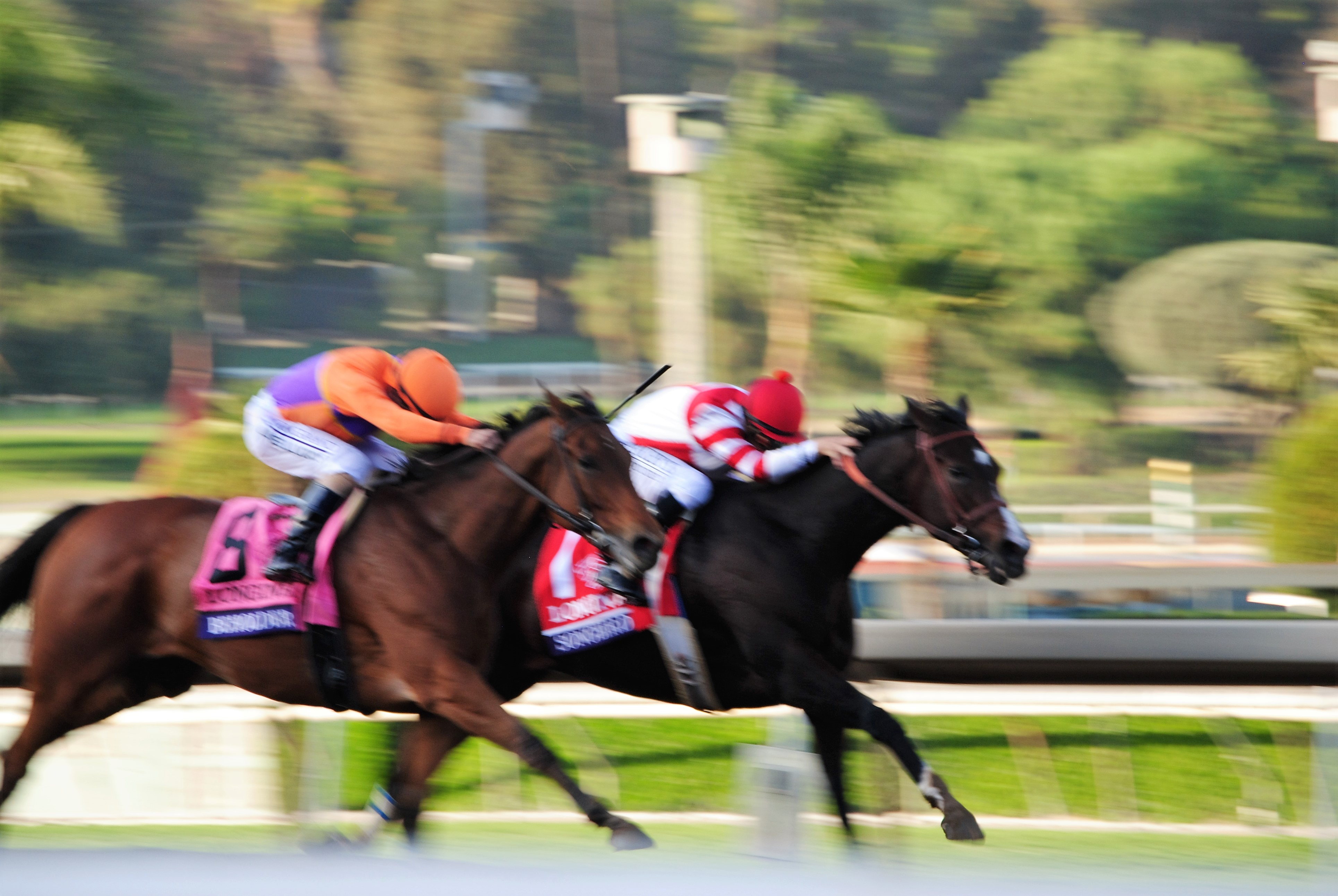
Beholder i Songbird, Breeders' Cup Distaff 2016.

### Sezon 2017
Songbird miała wrócić na tor 17 marca w Santa Margarita Stakes, jednak na początku roku kopnęła nogą w ścianę boksu, co spowodowało obrzęk. Do wyścigów wróciła dopiero w czerwcu, kiedy o długość wygrała Ogden Phipps Stakes. Miesiąc później z tą samą przewagą wygrała Delaware Handicap. 26 sierpnia wzięła udział w Personal Ensign Stakes. Niespodziewanie przegrała o szyję z klaczą Forever Unbridled. Jeszcze w sierpniu badania wykazały, że Songbird ma uszkodzone więzadła i kość. Dr Larry Bramlage wyjaśnił, że uraz mógł powstać już na początku roku, co mogło spowodować spadek wydajności klaczy. Dalsze ściganie się mogło mieć katastrofalny skutek, więc klacz przeszła na emeryturę. Zakończyła karierę z 13 wygranymi na 15 startów i zarobkami wynoszącymi $4,692,000. Dostała nominację do tytułu najlepszej starszej klaczy roku 2017, jednak nagrodę zgarnęła Forever Unbridled.

## Emerytura
W listopadzie 2017 została sprzedana na aukcji za 9.5 miliona dolarów jako przyszła klacz do rozrodu. Była to suma niemal rekordowa jak na taką klacz; drożej sprzedano tylko Havre de Grace. Mike Smith powiedział o Songbird: „Ona była wszystkim, czego byś chciał w koniu wyścigowym, wszystkim. Równowaga, szybkość, wytrzymałość, klasa, serce do walki. Była po prostu wszystkim”. Songbird trafiła do Whisper Hill Farm należącego do Mandy Pope. W 2018 została pokryta ogierem Arrogate. 
28 stycznia 2019 roku urodziła swoją pierwszą córkę.